# Festival Internacional de Cine de Venecia de 2006
La 63.ª edición del Festival Internacional de Cine de Venecia tuvo lugar entre el 30 de agosto y el 9 de septiembre de 2006. Durante el festival, se hicieron retrospectivas se enfocaron al centenario del nacimiento de tres directores italianosː Roberto Rossellini, Mario Soldati y Luchino Visconti. El León de Oro a toda una trayectoria fue entregada a David Lynch. Por primera vez desde la Segunda Guerra Mundial, todas las películas fueron estrenadas en premier en este festival.

## Jurados
Las siguientes personas fueron seleccionadas para formar parte del jurado de esta edición:
Jurado de la sección oficial
- Catherine Deneuve, actriz (Francia), presidenta del jurado
- Juan José Bigas Luna, director y guionista (España)
- Paulo Branco, productor (Portugal)
- Cameron Crowe, director, productor y guionista (Estados Unidos)
- Chulpan Khamatova, actriz (Rusia)
- Park Chan-wook, director y guionista (Corea)
- Michele Placido, actor y director (Italia)

Horizons
- Philip Gröning, director (Alemania), presidente del jurado
- Carlo Carlei, director (Italia)
- Giuseppe Genna, guionista (Italia)
- Keiko Kusakabe, productora y distribuidora (Japón)
- Yousri Nasrallah, director (Egipto)

Corto Cortissimo
- Teboho Mahlatsi, director y productor (Sudáfrica)
- Francesca Calvelli, montadora (Italia)
- Aleksey Fedortchenko, director (Rusia)

Opera Prima
- Paula Wagner, productora (Estados Unidos), presidenta del jurado
- Stefania Rocca, actriz (Italia)
- Guillermo del Toro, director y guionista (México)
- Mohsen Makhmalbaf, director y productor (Irán)
- Andrei Plakhov, crítico (Rusia)

## Selección oficial

### En Competición
Las películas siguientes compitieron para el León de Oro:
| Título en España                     | Título original       | Director(es)                        | País                                |
| ------------------------------------ | --------------------- | ----------------------------------- | ----------------------------------- |
| El libro negro                       | Zwartboek             | Paul Verhoeven                      | Países Bajos, Alemania, Reino Unido |
| La dalia negra                       | The Black Dahlia      | Brian De Palma                      | EE. UU.                             |
| Bobby                                | Bobby                 | Emilio Estevez                      | EE. UU.                             |
| Hijos de los hombres                 | Children of Men       | Alfonso Cuarón                      | EE. UU.                             |
| Daratt                               | Daratt                | Mahamat Saleh Haroun                | Chad, Francia, Bélgica, Austria     |
| Euphoria                             | Ejforija              | Ivan Vyrypaev                       | Rusia                               |
| Exiled                               | Fong juk              | Johnnie To                          | Hong Kong, China                    |
| Falling                              | Fallen                | Barbara Albert                      | Austria                             |
| La fuente de la vida                 | The Fountain          | Darren Aronofsky                    | EE. UU.                             |
| Hollywoodland                        | Hollywoodland         | Allen Coulter                       | EE. UU.                             |
| No quiero dormir solo                | Hei yanquan           | Tsai Ming-liang                     | Taiwán, Francia, Austria            |
| La estrella ausente                  | La stella che non c'è | Gianni Amelio                       | Italia                              |
| Mushishi                             | Mushishi              | Katsuhiro Otomo                     | Japón                               |
| Nuevo mundo                          | Nuovomondo            | Emanuele Crialese                   | Italia, Francia                     |
| Paprika                              | Papurika              | Satoshi Kon                         | Japón                               |
| Asuntos privados en lugares públicos | Cœurs                 | Alain Resnais                       | Francia, Italia                     |
| Propiedad privada                    | Nue Propriété         | Joachim Lafosse                     | Bélgica, Luxemburgo, France         |
| The Queen                            | The Queen             | Stephen Frears                      | Reino Unido                         |
| Naturaleza muerta                    | Sanxia haoren         | Jia Zhangke                         | China                               |
| Síndromes y un siglo                 | Sang sattawat         | Apichatpong Weerasethakul           | Tailandia, Francia                  |
| Esos encuentros con ellos            | Quei loro incontri    | Jean-Marie Straub & Danièle Huillet | Italia, Francia                     |
| L'intouchable                        | L'intouchable         | Benoît Jacquot                      | Francia                             |

### Fuera de competición
Las películas siguientes fueron seleccionadas para ser exhibidas fuera de competición:
Largometrajes
| Título en español          | Título original             | Director(es)       | País                      |
| -------------------------- | --------------------------- | ------------------ | ------------------------- |
| The Banquet                | Yeyan                       | Feng Xiaogang      | China                     |
| Belle Toujours             | Belle Toujours              | Manoel de Oliveira | Portugal, Francia         |
| El diablo viste de Prada   | The Devil Wears Prada       | David Frankel      | EE. UU.                   |
| Algunos días en septiembre | Quelques jours en Septembre | Santiago Amigorena | Francia, Italia           |
| Inland Empire              | Inland Empire               | David Lynch        | EE. UU., Polonia, Francia |
| The Island                 | Ostrov                      | Pavel Lounguine    | Rusia                     |
| La flauta mágica           | The Magic Flute             | Kenneth Branagh    | Reino Unido, Francia      |
| Cuentos de Terramar        | Gedo Senki                  | Goro Miyazaki      | Japón                     |
| World Trade Center         | World Trade Center          | Oliver Stone       | EE. UU.                   |

Venezia Notte
| Título en español       | Título original     | Director(es)     | País          |
| ----------------------- | ------------------- | ---------------- | ------------- |
| The City of Violence    | Jjakpae             | Ryoo Seung-wan   | Corea del Sur |
| Have You Another Apple? | Baaz ham sib daari? | Bayram Fazli     | Irán          |
| Retribution             | Sakebi              | Kiyoshi Kurosawa | Japón         |
| Rob-B-Hood              | Bo bui gai wak      | Benny Chan       | China         |
| Summer Love             | Summer Love         | Piotr Uklansky   | Polonia       |
| Para entrar a vivir     | Para entrar a vivir | Jaume Balagueró  | España        |
| 'Wicker Man             | Neil LaBute         | EE. UU.          |               |

## Horizontes (Orizzonti)
Las películas siguientes fueron seleccionadas para la sección Horizontes (Orizzonti):
Largometrajes
| Título español                               | Título original                       | Director(es)                          | País de producción        |
| -------------------------------------------- | ------------------------------------- | ------------------------------------- | ------------------------- |
| Crickets                                     | Koorogi                               | Shinji Aoyama                         | Japón                     |
| The Hottest State                            | The Hottest State                     | Ethan Hawke                           | EE. UU.                   |
| Amazing Lives of the Fast Food Grifters      | Tachiguishi-Retsuden                  | Mamoru Oshii                          | Japón                     |
| El cobrador: In God We Trust                 | El cobrador: In God We Trust          | Paul Leduc                            | México, Argentina, Brasil |
| El último viaje del juez Feng                | Mabei shang de fating                 | Liu Jie                               | China                     |
| Non prendere impegni stasera                 | Non prendere impegni stasera          | Gianluca Maria Tavarelli              | Italia                    |
| Free Floating                                | Svobodnoe plavanie                    | Boris Khlebnikov                      | Rusia                     |
| Heimat-Fragmente: Die Frauen                 | Heimat-Fragmente: Die Frauen          | Edgar Reitz                           | Alemania                  |
| I Am the One Who Brings Flowers to Her Grave | Ana alati tahmol azouhour ila qabriha | Hala Alabdalla Yakoub y Ammar Al Beik | Siria, Francia            |
| Infamous                                     | Infamous                              | Douglas McGrath                       | EE. UU.                   |
| Quijote                                      | Quijote                               | Mimmo Paladino                        | Italia                    |
| Rain Dogs                                    | Taiyang yu                            | Ho Yuhang                             | Malasia, Hong Kong        |
| Requiem from Java                            | Opera Jawa                            | Garin Nugroho                         | Indonesia                 |
| Roma mejor que tú                            | Roma wa la n’touma                    | Tariq Teguia                          | Argelia, Francia          |
| El cielo de Suely                            | O Céu de Suely                        | Karim Aïnouz                          | Brasil                    |

Documentales
| Título original                               | Director(es)                 | País de producción |
| --------------------------------------------- | ---------------------------- | ------------------ |
| Bellissime 2 – Dagli anni Sessanta ad oggi    | Giovanna Gagliardo           | Italia             |
| Dong                                          | Jia Zhangke                  | China              |
| The U.S. vs. John Lennon                      | David Leaf y John Scheinfeld | EE. UU.            |
| When the Leeves Broke: A Requiem in Four Acts | Spike Lee                    | EE. UU.            |

Horizonte Eventos Documentales
| Título original                | Director(es)        | País de producción               |
| ------------------------------ | ------------------- | -------------------------------- |
| Akamas                         | Panicos Chrysanthou | Chipre, Grecia, Hungría, Turquía |
| C’est Gradiva qui vous appelle | Alain Robbe-Grillet | Francia, Bélgica                 |
| Kill Gil 2                     | Gil Rossellini      | Italia, Suiza                    |
| Il mio paese                   | Daniele Vicari      | Italia                           |
| Pasolini prossimo nostro       | Giuseppe Bertolucci | Italia, Francia                  |

## Corto Cortissimo
Los siguientes cortometrajes fueron exhibidas en la sección de Corto Cortissimo:
| Título                                        | Director                        | País           |
| --------------------------------------------- | ------------------------------- | -------------- |
| Levelek                                       | Ferenc Cakò                     | Hungary        |
| Comment on freine dans une descente?          | Alix Delaporte                  | Francia        |
| The Making of Parts                           | Daniel Elliott                  | Reino Unido    |
| Detektive                                     | Andreas Goldstein               | Alemania       |
| Treinta Años                                  | Nicolás Lasnibat                | Francia, Chile |
| Um Ano Mais Longo                             | Marco Martins                   | Portugal       |
| Mum                                           | Mads Matthiesen                 | Dinamarca      |
| "Faça sua Escolha"                            | Paula Miranda                   | Brasil         |
| Pharmakon                                     | Ioakim Mylonas                  | Chipre         |
| Rien ne va plus                               | Katja Pratschke y Gusztáv Hàmos | Alemania       |
| Trillizas Propaganda                          | Fernando Salem                  | Argentina      |
| Simanei Derech                                | Shimon Shai                     | Israel         |
| Fib 1477                                      | Lorenzo Sportiello              | Italia         |
| What Does Your Daddy Do?                      | Martin Stitt                    | Reino Unido    |
| Eva reste au placard les nuits de pleine lune | Alex Stockman                   | Bélgica        |
| In the Eye Abides the Hear                    | Mary Sweeney                    | EE. UU.        |
| Adults only                                   | Joon Han Yeo                    | Malasia        |

## Retrospectivas
La historia secreta del cine italiano 3
Monográfico especial dedicado a la historia secreta del cine italiano desde 1937 hasta 1979. Esta es la tercera parte de la retrospectiva del cine italiano.
| Título español              | Título original            | Año  | Director(es)                        |
| --------------------------- | -------------------------- | ---- | ----------------------------------- |
| El feroz Saladino           | Il feroce Saladino         | 1937 | Mario Bonnard                       |
| Per qualche dollaro in più  | Per qualche dollaro in più | 1965 | Sergio Leone                        |
| De la nube a la resistencia | Dalla nube alla resistenza | 1979 | Jean-Marie Straub y Danièle Huillet |

Centenario de Rossellini, Soldati y Visconti
| Título español                                    | Título original          | Año  | Director(es)       |
| ------------------------------------------------- | ------------------------ | ---- | ------------------ |
| Roma, ciudad abierta                              | Roma città aperta        | 1945 | Roberto Rossellini |
| Fuga en Francia                                   | Fuga in Francia          | 1948 | Mario Soldati      |
| El General de la Rovere                           | Il generale della Rovere | 1959 | Roberto Rossellini |
| Quartieri alti                                    | Quartieri alti           | 1942 | Mario Soldati      |
| Obsesión                                          | Ossessione               | 1943 | Luchino Visconti   |
| Nosotras las mujeres (Episodio de Anna Magnani)   | Siamo Donne              | 1953 | Luchino Visconti   |
| Nosotras las mujeres (Episodio de Ingrid Bergman) | Siamo Donne              | 1953 | Roberto Rossellini |

Joaquim Pedro de Andrade
Esta es una sección especial dedicada al cineasta brasileño, Joaquim Pedro de Andrade, uno de los padres del nuevo cine brasileño. Su hija, Alice de Andrade, restauró los 14 trabajos que constituyen toda la filmografía de su padre.
| Título original                                        | Año  |
| ------------------------------------------------------ | ---- |
| Garrincha, Alegria do Povo                             | 1963 |
| O Padre e a Moça                                       | 1965 |
| Macunaíma                                              | 1969 |
| Os Inconfidentes                                       | 1969 |
| Guerra Conjugal                                        | 1975 |
| O Homen do Pau Brasil                                  | 1981 |
| O Mestre de Apipucos (documental)                      | 1959 |
| Brasilia, Contradições de Uma Cidade Nova (documental) | 1967 |
| O Poeta do Castelo (documental)                        | 1959 |
| Linguagem da Persuasão (documental)                    | 1970 |
| Couro de Gato                                          | 1960 |
| Vereda Tropical (documental)                           | 1977 |
| Cinéma Nôvo (corto)                                    | 1967 |
| O Aleijadinho (documental)                             | 1978 |

La historia secreta del cine ruso
Monográfico especial de la historia secreta del cine ruso desde 1934 hasta 1974.
| Título español                           | Título original                     | Año  | Director(es)                             |
| ---------------------------------------- | ----------------------------------- | ---- | ---------------------------------------- |
| Accordion                                | Garmon                              | 1934 | Igor Savchenko y Evgenij Sneider         |
| Los alegres muchachos                    | Vesiolye rebiata                    | 1934 | Grigorij Aleksandrov                     |
| El circo                                 | Cirk                                | 1936 | Grigorij Aleksandrov                     |
| The Rich Bride                           | Bogataja nevesta                    | 1938 | Ivan Pyriev                              |
| Volga Volga                              | Volga-Volga                         | 1938 | Grigorij Aleksandrov                     |
| A Musical Story                          | Muzykal’naja istoria                | 1940 | Aleksandr Ivanovskij y Gerbert Rappaport |
| Tractoristas                             | Трактористы / Traktorzyści          | 1939 | Ivan Pyryev                              |
| The Shining Path                         | Svetlyj put                         | 1940 | Grigorij Aleksandrov                     |
| Swineherd and Shepherd                   | Svinarka i pastukh                  | 1941 | Ivan Pyryev                              |
| Six O'Clock in the Evening After the War | V shest’ chasov vechera posle vojny | 1944 | Ivan Pyryev                              |
| Primavera                                | Vesna                               | 1947 | Grigorij Aleksandrov                     |
| Cosacos del Kubán                        | Kubanskie kazaki                    | 1950 | Ivan Pyriev                              |
| Un verano prodigioso                     | Scedroe leto                        | 1950 | Boris Barnet                             |
| Noche de carnaval                        | Karnaval’naja noc’                  | 1956 | Eldar Ryazanov                           |
| Cherry Town                              | Cheriomushki                        | 1963 | Gerbert Rappaport                        |
| Save the Drowning Man                    | Sparite utopajuscego                | 1969 | Pavel Arsenov                            |
| A Lovers’ Romance                        | Romans o vlyoblionnykh              | 1974 | Andrei Konchalovsky                      |

## Secciones independientes

### Semana Internacional de la Crítica
Las películas siguientes fueron seleccionadas para la 21.ª Semana Internacional de la Crítica del Festival de Cine de Venecia:
| Título en España          | Título original                    | Director(es)           | País      |
| ------------------------- | ---------------------------------- | ---------------------- | --------- |
| El Amarillo               | El Amarillo                        | Sergio Mazza           | Argentina |
| Mis medias naranjas       | Egyetleneim                        | Gyula Nemes            | Hungría   |
| Memorias de Queens        | A Guide to Recognizing Your Saints | Dito Montiel           | EE. UU.   |
| Hyena                     | Hyena                              | Grzegorz Lewandowski   | Polonia   |
| Le Pressentiment'         | Le Pressentiment'                  | Jean-Pierre Darroussin | Francia   |
| Sur la trace d'Igor Rizzi | Sur la trace d'Igor Rizzi          | Noël Mitrani           | Canadá    |
| Do over                   | Yi Nian Zhichu                     | Yu-Chieh Cheng         | Taiwán    |

Proyecciones especiales
| Título original        | Director(es)                                      | País de producción          |
| ---------------------- | ------------------------------------------------- | --------------------------- |
| La rieducazione        | Davide Alfonsi, Alessandro Fusto, Denis Malagnino | Italia                      |
| El rapto de Bunny Lake | Otto Preminger                                    | Reino Unido, Estados Unidos |

### Venice Days
Las películas siguientes fueron seleccionadas para la 6.ª edición de la sección de Venice Days (Giornate degli Autori):
| Título español               | Título original              | Director(es)                      | País de producción              |
| ---------------------------- | ---------------------------- | --------------------------------- | ------------------------------- |
| AzulOscuroCasiNegro          | AzulOscuroCasiNegro          | Daniel Sánchez Arévalo            | España                          |
| Chicha tu madre              | Chicha tu madre              | Gianfranco Quattrini              | Argentina, Perú                 |
| Come l'ombra                 | Come l'ombra                 | Marina Spada                      | Italia                          |
| 7 años                       | 7 Ans                        | Jean-Pascal Hattu                 | Francia                         |
| Falkenberg Farewell          | Falkenberg Farewell          | Jesper Ganslandt                  | Dinamarca, Suecia               |
| Khadak                       | Khadak                       | Jessica Woodworth y Peter Brosens | Bélgica, Alemania, Países Bajos |
| L’Etoile du soldat           | L’Etoile du soldat           | Christophe de Ponfilly            | Francia                         |
| Mientras tanto               | Mientras tanto               | Diego Lerman                      | Argentina                       |
| Sueños en el polvo           | Rêves de poussière           | Laurent Salgues                   | Burkina Faso, Canadá, Francia   |
| Offscreen                    | Offscreen                    | Christoffer Boe                   | Dinamarca                       |
| WWW - What a Wonderful World | WWW - What a Wonderful World | Faouzi Bensaidi                   | Francia                         |
| La noche de los girasoles    | La noche de los girasoles    | Jorge Sánchez-Cabezudo            | España                          |

## Premios

### Sección oficial-Venecia 63
Las siguientes películas fueron premiadas en el festival:
- León de Oro a la mejor película: Naturaleza muerta, de Jia Zhangke
- León de Plata a la mejor dirección: Alain Resnais por Asuntos privados en lugares públicos
- Premio especial del Jurado: Daratt de Mahamat Saleh Haroun
- León de Plata a la mejor película revelación: Nuevo mundo de Emanuele Crialese
- Copa Volpi al mejor actor: Ben Affleck, por Hollywoodland
- Copa Volpi a la mejor actriz: Helen Mirren, por The Queen
- Premio Marcello Mastroianni al mejor actor o actriz revelación: Isild Le Besco por L’intouchable
- Premio Osella a la mejor fotografía: Emmanuel Lubezki por Hijos de los hombres
- Premio Osella al mejor guion:  Peter Morgan por The Queen
- León especial: Jean-Marie Straub y Danièle Huillet por su innovación en el lenguaje cinematográfico

Premios especiales
- León de Oro a la trayectoria: David Lynch

Horizontes - 'Premio Orizonti' 
- Premio Orizzonti a la mejor película: El último viaje del juez Feng de Liu Jie
- Premio Orizzonti al mejor documental: When the Levees Broke: A Requiem in Four Acts de Spike Lee

Corto Cortissimo
- Léon de plata al mejor cortometraje: Comment on freine dans une descente? de Alix Delaporte
- Premio UIP Award al mejor corto europeo: The Making of Parts de Daniel Elliott

Mención especial: Adults Only de Yeo Joon Han

### Secciones independientes
Las siguientes películas fueron premiadas en las secciones independientes:
Semana Internacional de la Crítica
- Premio Semana de la Crítica: Memorias de Queens de Dito Montiel
- Premio Isvema: Memorias de Queens de Dito Montiel

Venice Days (Giornate Degli Autori)
León del futuro
- Premio Luigi de Laurentis a la mejor película de debut: Khadak de Peter Brosens y Jessica Woodworth

Mención especial: 7 años de Jean-Pascal Hattu
- Premio Label Europa Cinemas:  Azuloscurocasinegro de Daniel Sánchez Arévalo
- Premio Cine Joven – Otras visiones: Offscreen de Christoffer Boe
- Premio UAAR: Azuloscurocasinegro de Daniel Sánchez Arévalo
- Premio Venice Authors: Chicha tu madre de Gianfranco Quattrini y Mientras tanto de Diego Lerman

### Otros premios
Las siguientes películas fueron premiadas en otros premios de la edición:
- Premio FIPRESCI:[17]
  - Mejor película (Sección oficial): The Queen de Stephen Frears
  - Mejor película (Horizons):  When the Levees Broke: A Requiem in Four Acts de Spike Lee
- Premio SIGNIS: Nuevo mundo de Emanuele Crialese

Mención especial: Daratt de Mahamat Saleh Haroun y Propiedad privada de Joachim Lafosse
- Premio UNICEF: Nuevo mundo de Emanuele Crialese
- Premio UNESCO: Daratt de Mahamat Saleh Haroun
- Premio Francesco Pasinetti (SNGCI):
  - Mejor actor: Sergio Castellitto por La estrella ausente
  - Mejor actriz: Laura Morante por Asuntos privados en lugares públicos
  - Mejor película: Nuevo mundo de Emanuele Crialese
- Premio Pietro Bianchi: Marco Bellocchio
- Premio FEDIC: Nuevo mundo de Emanuele Crialese
- Little Golden Lion: Euphoria de Ivan Vyrypaev
- Premio Cine joven – Mejor película internacional: El libro negro de Paul Verhoeven
- Premio Wella: Non prendere impegni stasera de Gianluca Maria Tavarelli (Horizontes)
- Premio Abierto: Dong de Jia Zhangke (Horizontes)
- Premio Doc/It (ex aequo): Dong de Jia Zhangke & I Am the One Who Brings Flowers to Her Grave de Hala Alabdalla Yakoub y Ammar Al Beik
- Premio Future Film Festival Digital: Inland Empire de David Lynch (fuera de competición)

Mención especial:The Banquet de Feng Xiaogang (fuera de competición)
- Premio Laterna Magica: Hijos de los hombres de Alfonso Cuarón
- Premio Biografilm: Bobby de Emilio Estevez
  - Premio CinemAvvenire a la mejor película: Nuevo mundo de Emanuele Crialese
  - Premio Cine por la paz: No quiero dormir solo de Tsai Ming-liang
- Premio Ciudad de Roma: Lettere dal Sahara de Vittorio De Seta (eventos especiales)
- Premio sobre los derechos humanos: When the Levees Broke: A Requiem in Four Acts

Mención especial: Daratt de Mahamat Saleh Haroun
- Premio EIUC: Daratt de Mahamat Saleh Haroun
- Premio Mimmo Rotella Foundation: La estrella ausente de Gianni Amelio
- Premio Gucci: Nick Cave (guion) por The Proposition de John Hillcoat[18]